# Asedio de Van (1548)
El asedio de Van ocurrió en 1548, cuando Solimán el Magnífico atacó Persia en su segunda campaña durante la guerra Otomano-Safávida de 1532 y 1555.
La ciudad de Van estaba rodeada, sitiada y fue bombardeada. En esta campaña, Soliman I fue acompañado por el embajador francés Gabriel de Luetz. Gabriel de Luetz fue capaz de dar asesoramiento militar decisivo a Suleiman, concretamente, aconsejó sobre la colocación de la artillería durante el sitio.

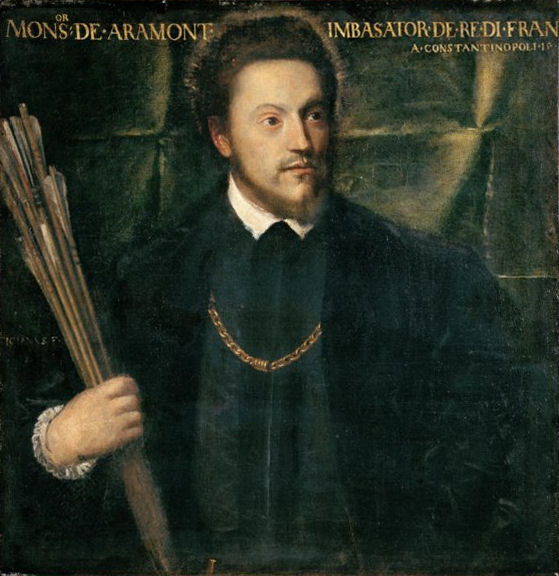
Gabriel de Luetz, embajador francés, acompañó a Soliman I y le aconsejó sobre tácticas de artillería.